# روزماري فندل
روزماري فندل (بالألمانية: Rosemarie Fendel)‏ (و. 1927 – 2013 م) هي ممثلة صوت، وممثلة صوتية درامية، وكاتبة سيناريو، وممثلة مسرحية، وممثلة أفلام، وممثلة دُبلاج ألمانية، توفيت في فرانكفورت، عن عمر يناهز 86 عاماً.

## جوائز
حصلت على جوائز منها:
- درع غوته التكريمي لمدينة فرانكفورت  [لغات أخرى]‏ (2009)
- الجائزة التلفزيونية البافارية [الإنجليزية]‏ (2007)[6]
- الكاميرا الذهبية [الإنجليزية]‏
- جائزة جريم [الإنجليزية]‏
- نيشان استحقاق صليب الضباط لجمهورية ألمانيا الاتحادية

## وصلات خارجية
- روزماري فندل على موقع IMDb (الإنجليزية)
- روزماري فندل على موقع مونزينجر (الألمانية)
- روزماري فندل على موقع ألو سيني (الفرنسية)
- روزماري فندل على موقع ميوزك برينز (الإنجليزية)
- روزماري فندل على موقع أول موفي (الإنجليزية)
- روزماري فندل على موقع قاعدة بيانات الأفلام السويدية (السويدية)
- روزماري فندل على موقع ديسكوغز (الإنجليزية)
- روزماري فندل على موقع قاعدة بيانات الفيلم (الإنجليزية)
- روزماري فندل على موقع كينوبويسك (الروسية)